# Uraganul Matthew
Uraganul Matthew este un ciclon tropical care a lovit Haiti, Jamaica, Cuba, Republica Dominicană, Bahamas și sud-estul Statelor Unite. Este primul uragan de categoria 5 pe scara Saffir–Simpson care se formează în Atlantic de la Uraganul Felix în 2007. 
Cel puțin 1.039 de decese au fost atribuite Uraganului Matthew, dintre care 1.000 în Haiti și 33 în Statele Unite, devenind astfel cel mai ucigător uragan atlantic de la Uraganul Stan în 2005, care a ucis mai mult de 1.600 de persoane în America Centrală și în Mexic.

## Impact
| Țară                            | Decese | Pagube                 |
| ------------------------------- | ------ | ---------------------- |
| Bahamas                         | 0      | N/A                    |
| Columbia                        | 1      | N/A                    |
| Cuba                            | 0      | N/A                    |
| Haiti                           | 1.332  | 1 miliard de dolari    |
| Republica Dominicană            | 4      | N/A                    |
| Sfântul Vicențiu și Grenadinele | 1      | N/A                    |
| Statele Unite                   | 43     | 4–6 miliarde de dolari |
| Total                           | 1.381  | 5–7 miliarde de dolari |

### Republica Dominicană
O stație meteo automată din Cabo Rojo a măsurat 214 mm de ploaie în după-amiaza zilei de 3 octombrie. Patru oameni au murit în Republica Dominicană după ce casa în care se aflau s-a prăbușit peste ei.

### Haiti

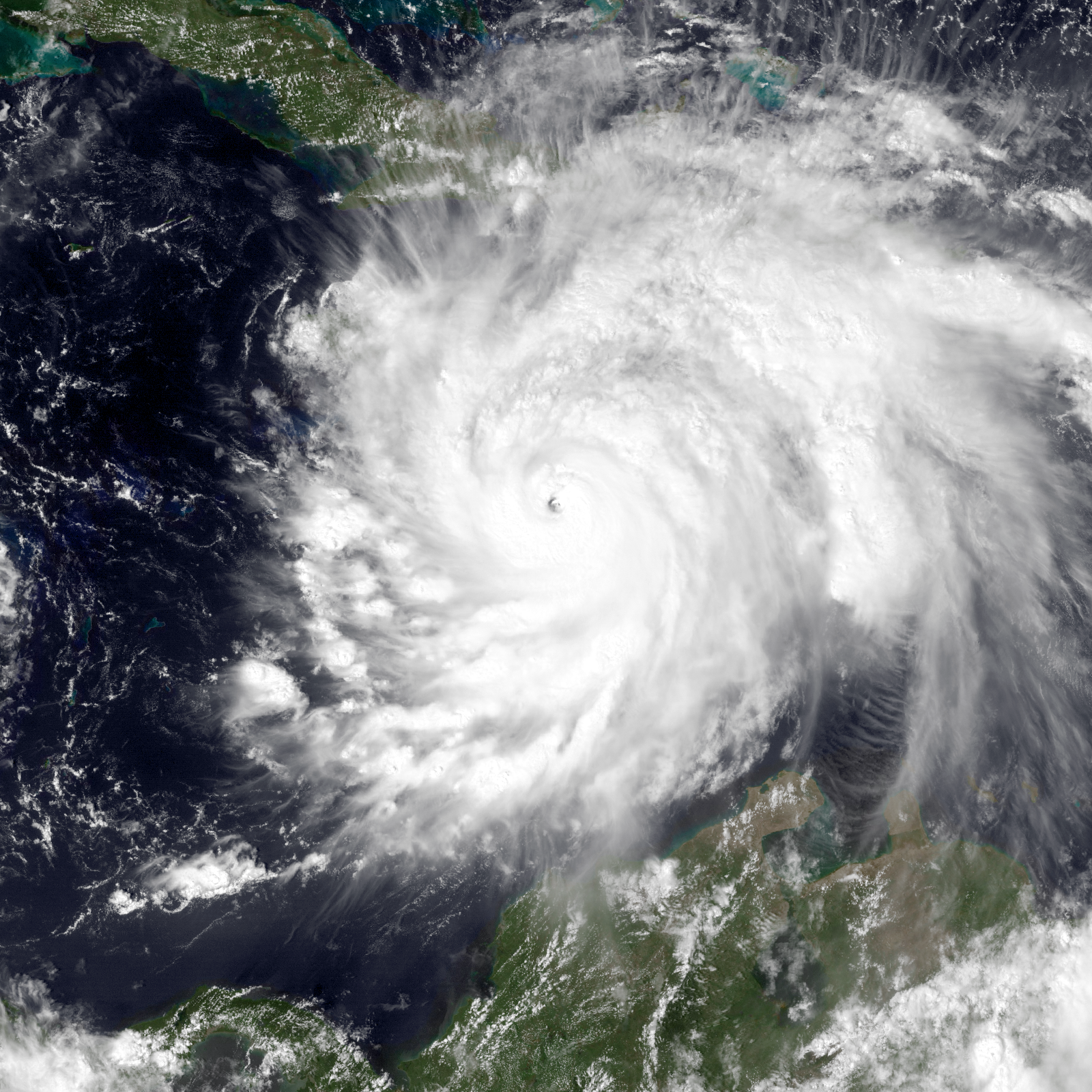
Uraganul Matthew se apropie de Jamaica, Haiti și Cuba la 3 octombrie

Uraganul a lovit Haiti pe 4 octombrie, cu vânturi de până la 235 km/h și ploi torențiale. Aproximativ 61.500 de haitieni s-au refugiat în adăposturi. Cel putin trei localități din regiunea de coastă de vest au anunțat fiecare zeci de victime. Primarul satului Chantal, din regiune, a anunțat moartea a 86 de persoane după ce copaci smulși din rădăcini de furtună s-au prăbușit peste case. Accesul pe Drumul Național 2 a fost întrerupt după prăbușirea podului La Digue,
izolând practic de restul țării jumătatea sudică a statului Haiti.
Oficiali ai Organizației Pan-Americane a Sănătății au avertizat că este posibil să izbucnească un nou focar de holeră în Haiti în urma inundațiilor provocate de uraganul Matthew. Din 2010 până acum, holera a ucis aproape 10.000 de oameni și a îmbolnăvit mai mult de 800.000.
Potrivit ONG-ului CARE France, mulți oameni au pierdut totul, au rămas doar cu hainele de pe ei. ONU a anunțat că aceasta este cea mai mare criză umanitară de la cutremurul din 2010. Cel puțin 350.000 de oameni au fost afectați de uragan doar în Haiti. Tot aici, bilanțul morților se ridică la 877.

### Cuba

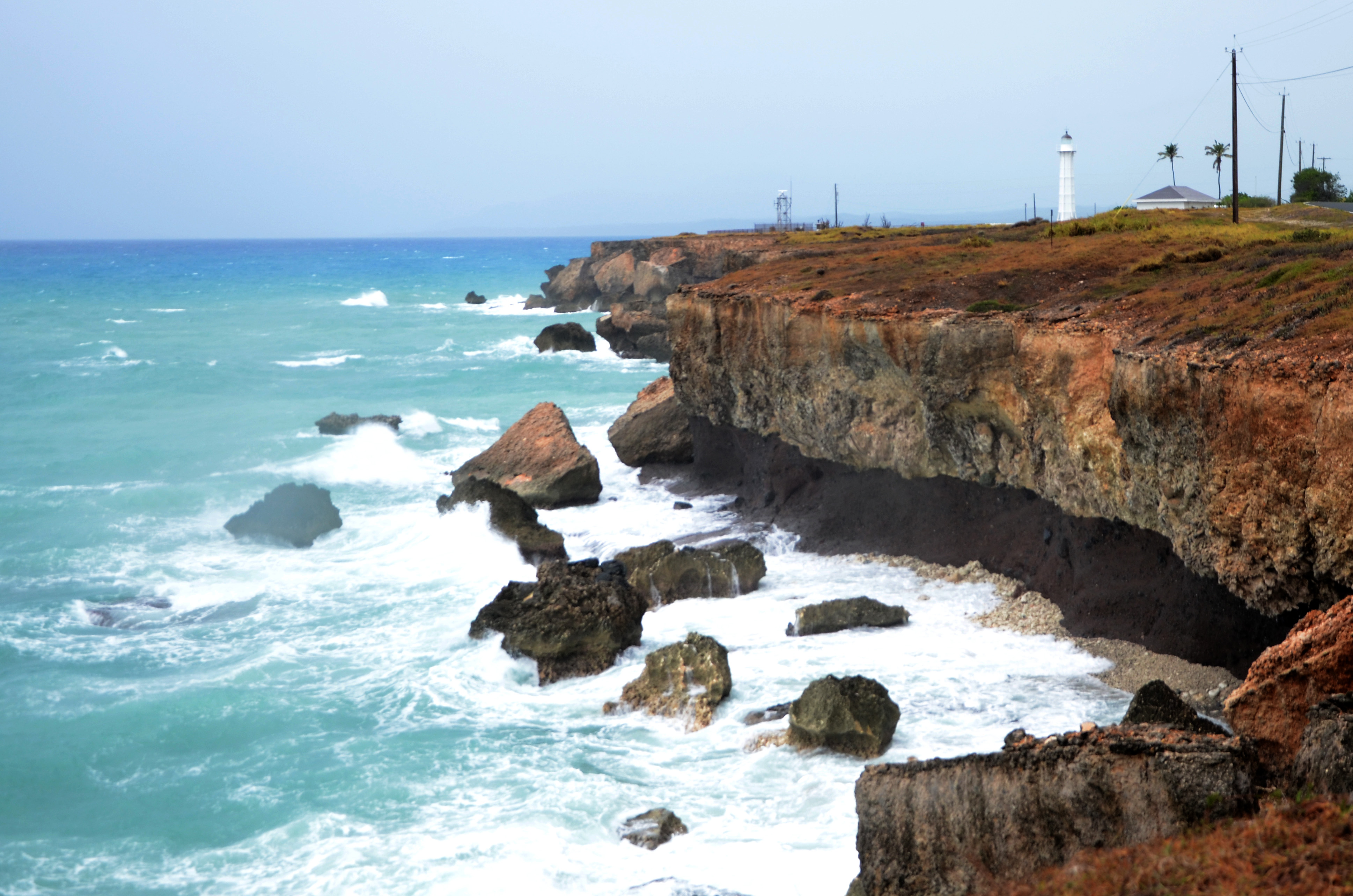
Vedere eroziunii stâncă o zi după ce Uraganul Matthew a lovit stație navală de la Guantanamo Bay

Au fost raportate inundații de-a lungul zonelor de coastă ale Provinciei Granma încă din 2 octombrie. Personalul neesențial din stația navală americană Guantanamo Bay a fost evacuat în aceeași zi. De asemenea, peste 1 milion de oameni din zona de sud-est a țării au primit ordin de evacuare. Orașul Baracoa din Provincia Guantánamo a fost devastat de rafalele de vânt, iar valurile mareice au ras numeroase clădiri. În ciuda pagubelor însemnate, niciun deces nu a fost înregistrat în oraș. Un turn de comunicare din Majayara s-a prăbușit în timpul furtunii, iar un pod de peste râul Toa a fost distrus, izolând mai multe localități.

### Bahamas
Direct afectată de ochiul Uraganului Matthew, insula Grand Bahama a suferit pagube însemnate. Aproximativ 95% din casele din Eight Mile Rock și Holmes Rock au fost grav avariate. Mai mulți copaci și linii de înaltă tensiune au fost puse la pământ de rafalele de vânt, blocând traficul pe mai multe artere de circulație. Mare parte din jumătatea de vest a insulei s-a confruntat cu inundații importante.

### Statele Unite

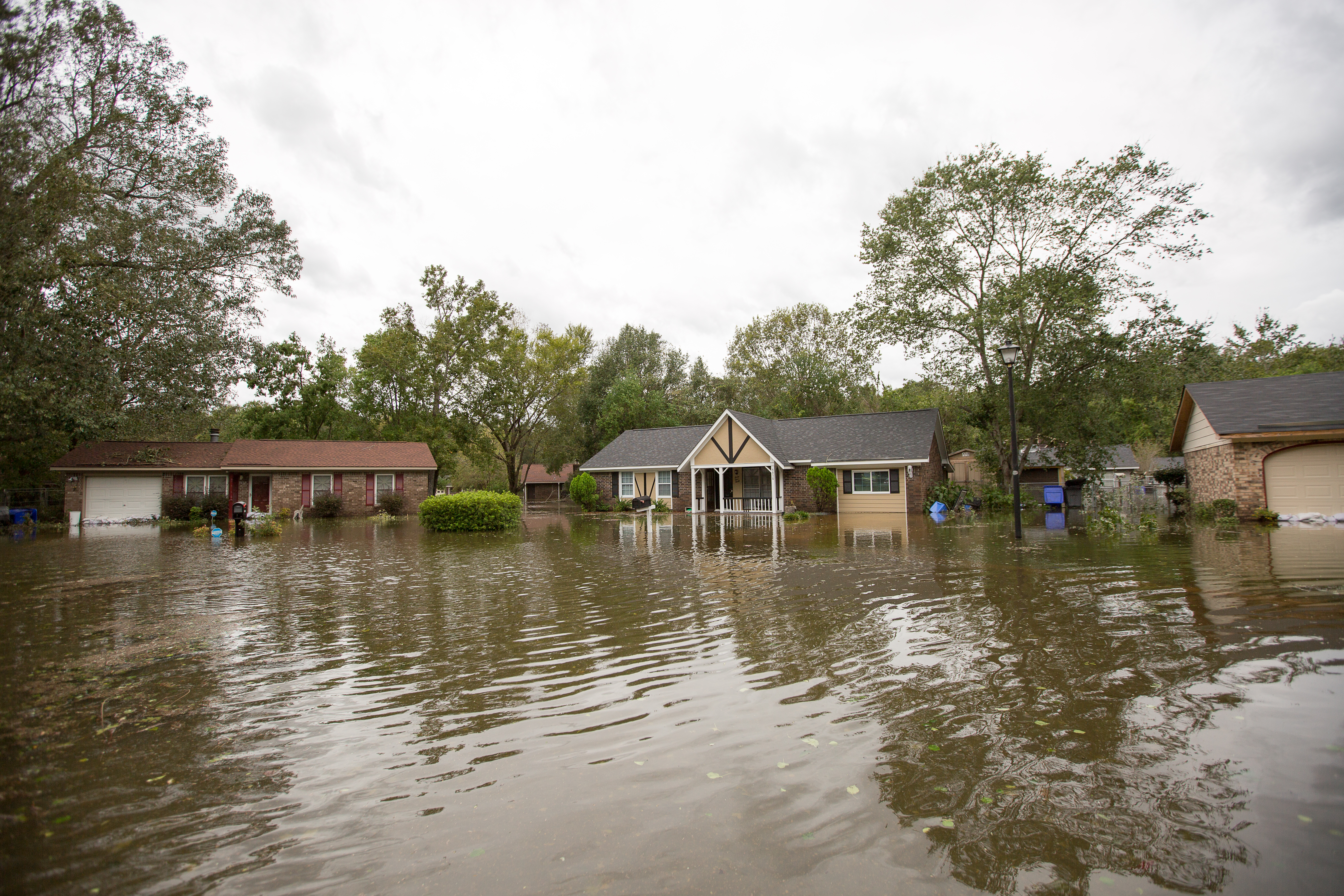
Inundații în Charleston, Carolina de Sud, la 8 octombrie

Matthew, primul mare uragan care afectează Statele Unite în peste zece ani, a declanșat evacuări în masă din statele Florida și Georgia, precum și din Carolina de Sud sau Carolina de Nord. Circa 3,1 milioane de oameni au primit ordin de evacuare, iar locuitorii din Jacksonville au fost avertizați că ar putea fi cel mai puternic loviți. Guvernatorii din Florida, Georgia, Carolina de Nord și de Sud au decretat stare de urgență. Uraganul a perturbat transporturile pe aproape tot teritoriul Statelor Unite. Aproape 4.000 de zboruri au fost anulate din cauza vântului puternic. De asemenea, circulația trenurilor Amtrak a fost suspendată în sud-estul țării, iar autoritățile nu au furnizat mijloace alternative de transport.
Majoritatea șoselelor din zonă au fost blocate din cauza numărului de persoane care fug din cauza furtunii, iar magazinele au fost golite de oamenii care și-au făcut stocuri. 
În Florida, uraganul a lăsat în urmă peste 800.000 de case fără curent electric. Firele de tensiune au luat foc din cauza urgiei, iar mii de persoane și-au părăsit locuințele și s-au adăpostit în centre pentru refugiați.
Uraganul Matthew ar putea provoca pagube de 25–30 de miliarde de dolari, ceea ce l-ar face al doilea cel mai costisitor uragan care lovește Statele Unite, potrivit primelor estimări ale asiguratorilor. Cel mai costisitor uragan din istoria Statelor Unite a fost Katrina, care a lovit New Orleans în 2005.

## Legături externe
- Ultimele știri din presa românească despre „Uraganul Matthew” la Newskeeper